# 統一澳洲黨 (2013年)
統一澳洲黨（英語：United Australia Party），前称帕尔默統一党，是澳大利亚的一个右翼政党，由矿业大亨克萊夫·帕爾默于2013年创立，是基本依靠帕爾默个人财富运作、理念基本遵照帕爾默个人的景愿的政党。2018年底正式注册为“統一澳洲黨”。

## 歷史
该党建党不久就通过吸收现任议员在昆士兰州议会获得两个席位，在2013年澳洲联邦大选中通过在全国各地提名候选人、帕爾默个人投入大量广告经费，并要求其员工保证投票给该党，最终帕爾默本人在費爾法克斯选区当选众议员，该党其他三名候选人当选参议员。此外，帕爾默还买通新当选的澳洲車愛好者黨参议员，因此在2014年7月就职的新参议院内将拥有四张表决票。其後帕黨還在北領地議會贏得三個席位。
2014年，帕黨籍的兩名昆士蘭州議員和三名北領地議員分別倒戈，成爲獨立議員或者回到聯盟黨派懷抱，隨後在2014年末和2015年初帕黨籍的三名聯邦參議員中有兩名退黨成爲獨立議員。因此帕黨在聯邦議會僅剩一名衆議員（帕尔默本人）、一名參議員（王振亚），外加一名被買通的車黨參議員，在所有州和領地沒有議員。
帕爾默統一黨在昆士兰州的注册名称为“統一澳洲黨”，但全国选举委员会考虑此名称与原統一澳洲黨（今自由党的主要前身政党）名称相同而没有允许该党以此名进行全国注册。
2016年5月，帕黨領袖帕爾默宣佈他不會在7月的大選中尋求連任，也不會競選參議員議席，因此帕爾默的政治生涯即將告一段落。2017年帕尔默宣布重返政坛，2018年帕尔默投入路牌广告：让澳大利亚重新伟大，澳洲第一。并申请正式注册為“統一澳洲黨”。同年底获选举委员会批准。该党投入大量广告为2019年的联邦大选造势。

## 政纲
統一澳洲黨沒有傳統意義上的黨綱，其“景愿”為：发展经济，使澳洲经济持增长，造褔全体国民。其公开的政纲观点大致如下：
- 反对职业政治说客，党务干部不应担任政治说客。
- 取消碳税。
- 限制难民入境，但给难路。
- 发展矿业深加工，增加矿产的附加值，增加国内的就业，为澳洲创造更多的财富，而不仅是低价出口原矿，让日本等国赚取深加工的高利润。
- 将“某一地区”产生的财富分配回此地区。这种公平的分配方式可有助于该地区的特续发展。

## 選舉紀錄

### 聯邦選舉
| 選舉年度        | 總票數  | 得票率       | 贏得的席次 | 總席次  | +/– | 政黨地位 |
| --------------- | ------- | ------------ | ---------- | ------- | --- | -------- |
| 2013            | 709,035 | 5.49 (#5)    | 1 / 150    | 1 / 150 | ▲ 1 | 中立議員 |
| 2016 (双重解散) | 315     | ▼ 0.00 (#50) | 0 / 150    | 0 / 150 | ▼ 1 | 無議席   |
| 2019            | 488,817 | ▲ 3.43 (#6)  | 0 / 151    | 0 / 151 | ━   | 無議席   |
| 2022            | 604,536 | ▲ 4.12 (#5)  | 0 / 151    | 0 / 151 | ━   | 無議席   |

| 選舉年度        | 總票數  | 得票率       | 贏得的席次 | 總席次 | +/– | 政黨地位 |
| --------------- | ------- | ------------ | ---------- | ------ | --- | -------- |
| 2013            | 658,976 | 4.91 (#4)    | 3 / 40     | 3 / 76 | ▲ 3 | 中立議員 |
| 2016 (双重解散) | 26,230  | ▼ 0.19 (#35) | 0 / 76     | 0 / 76 | ▼ 3 | 無議席   |
| 2019            | 345,199 | ▲ 2.36 (#7)  | 0 / 40     | 0 / 76 | ━   | 無議席   |
| 2022            | 520,520 | ▲ 3.48 (#5)  | 1 / 40     | 1 / 76 | ▲ 1 | 中立議員 |